# Мішкіно (Калінінградська область)
Мішкіно (рос. Мишкино) — селище Гусєвського району, Калінінградської області Росії. Входить до складу Маяковського сільського поселення.
Населення —  2 особи (2015 рік). 

## Населення
| 2002 | 2010 |
| ---- | ---- |
| 3    | ↘2   |